# Sooky
Pour plus de détails, voir Fiche technique et Distribution.
Sooky est un film américain en noir et blanc réalisé par Norman Taurog, sorti en 1931.
C'est la suite du film à succès Skippy tourné par le même réalisateur huit mois plus tôt. On retrouve ici les mêmes acteurs dans les mêmes rôles.

## Synopsis
Skippy Skinner est un enfant issu d'une famille aisée. Il est ami avec Sooky Wayne, qui vit dans un bidonville avec sa mère, veuve et malade de la tuberculose. Les deux garçons ont trois jours pour trouver un moyen de payer les frais de la fourrière pour récupérer le chien de Sooky sans quoi il sera euthanasié. Skippy doit aussi convaincre son père de ne pas démolir le bidonville.
Sooky voudrait faire partie des « Boone Boys » un club pour garçons dont les membres portent des uniformes que Sooky admire, et dont l'adhésion coûte trente dollars. Mais Sooky en est exclu parce qu'il vient d'une famille pauvre. Le chef des « Boone Boys », Sidney Saunders, taquine constamment Sooky. Le père de Sydney est en compétition avec le père de Skippy pour le poste de maire. Sooky et Skippy décident alors de fonder leur propre club, les « Beagle Boys ».
Après que M. Willoughby, un habitant du bidonville, a été emmené à l'asile par l'inspecteur social parce qu'il n'avait plus rien à manger, Skippy craint pour Sooky et sa mère car ils se nourrissent d'aliments pour chats ; il leur achète des denrées alimentaires à l'épicerie et fait porter l'addition sur le crédit de son père, le docteur Skinner. Ce dernier l'apprend et lui commande de rendre les denrées à l'épicier. Skippy ne veut pas dire à son père que Sooky n'a pas de nourriture chez lui. Alors Skippy et Sooky s'enfuient. Ils tentent de dormir dans les bois, mais, effrayés par un hibou, ils détalent et se perdent de vue. Skippy retourne chez son ami pour essayer de le retrouver. Quand il arrive, la mère de Sooky est mourante. Elle demande à Skippy de prendre soin de son fils. Skippy rentre chez lui en courant et raconte de façon hystérique à son père ce qui s'est passé. Les Skinner décident alors d'adopter Sooky.

## Fiche technique
- Réalisation : Norman Taurog
- Scénario : Joseph L. Mankiewicz, Norman Z. McLeod, d'après la bande dessinée Dear Sooky de Percy Crosby (en) (1929)[2]
- Photographie : Arthur L. Todd
- Lieu de tournage : Paramount Ranch, Californie
- Producteur : Louis D. Lighton (en)
- Société de production et de distribution : Paramount Pictures
- Pays de production :  États-Unis
- Langue d'origine : anglais américain
- Format : noir et blanc — 35 mm — 1,20:1 — son : mono (Western Electric Noiseless Recording)
- Genre : aventure, comédie dramatique, film pour la jeunesse
- Durée : 85 minutes
- Dates de sortie : 
  - États-Unis : 26 décembre 1931
  - France : 21 mars 1932

## Distribution
- Jackie Cooper : Skippy Skinner
- Robert Coogan :  Sooky Wayne
- Jackie Searl : Sidney Saunders
- Willard Robertson : Dr Skinner
- Enid Bennett : Mme Skinner
- Helen Jerome Eddy : Mrs. Wayne
- Guy Oliver : M. Moggs
- Harry Beresford : M. Willoughby
- Gertrude Sutton : Hilda
- Oscar Apfel : Krausmyer
- Tom Wilson : l’officier Duncan